# میتسوبیشی لجستیک

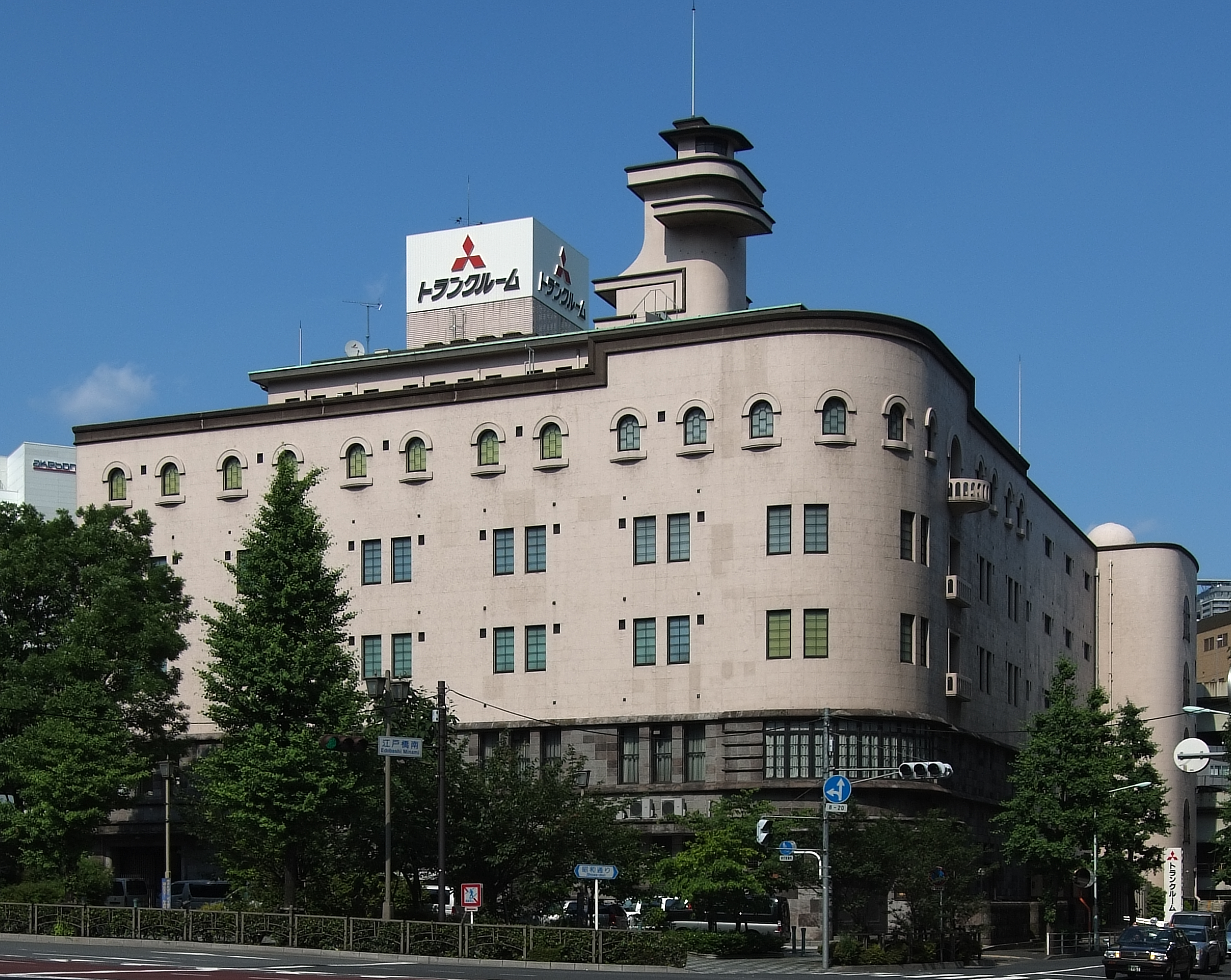
ساختمان مرکزی میتسوبیشی لجستیک

میتسوبیشی لجستیک (به ژاپنی: 三菱倉庫) شرکت خدمات لجستیک ژاپنی است، که در زمینه ترابری زمینی و دریایی، انبار و توزیع کالا، ارائه خدمات تدارکات و پشتیبانی، همچنین مدیریت و توسعه املاک و مستغلات فعالیت می‌کند. 
شرکت میتسوبیشی لجستیک در سال ۱۸۸۷ میلادی تأسیس شد و از ۱۹۱۸ تاکنون این شرکت شرکت تابعه‌ای از گروه میتسوبیشی به‌شمار می‌آید.
دفتر مرکزی این شرکت در چوئو، توکیو، ژاپن قرار دارد و بخشی از سهام آن در بازارهای بورس توکیو و بورس اوساکا معامله می‌شود.